# Hati
Hati är en av Saturnus månar. Den upptäcktes av Scott S. Sheppard, David C. Jewitt, Jan Kleyna och Brian G. Marsden år 2004 och gavs den tillfälliga beteckningen S/2004 S 14. Den heter också Saturn XLIII.
Hati är 6 kilometer i diameter och har ett genomsnittligt avstånd på 19 950 000 kilometer från Saturnus. Den har en lutning av 163° till ekliptikan (165° till Saturns ekvator) i en retrograd riktning och med en excentricitet av 0,291.
Månen är döpt efter Hate, månvargen i den nordiska mytologin.